# Charles Édouard Robinot-Bertrand
Charles Édouard Robinot-Bertrand, né le 27 mai 1833 à Basse-Indre et mort le 26 octobre 1885 à Nantes, est un avocat, journaliste et écrivain français.

## Biographie
Fils de René Robinot-Bertrand, constructeur de navires, adjoint au maire d'Indre, et de Victoire Jeanne Perrine Buet, neveu du peintre, sculpteur et statuaire Charles Guillaume Robinot-Bertrand (1778-1840), il suit ses études de droit à Paris et se fait recevoir avocat au barreau de Nantes. Il devient juge de paix pour le canton de Vertou (1870-1872) et conseiller de préfecture de la Loire-Inférieure (1880-1882).
S'intéressant aux lettres, il collabore notamment au Courrier de Nantes et au Phare de la Loire.

## Publications
- La fête de Madeleine (1874)
- Réflexions sur l'art (1873)
- Au bord du fleuve (1870)
- Rapport de la Commission des prix sur le concours de l'année 1866 (1866)
- La Légende rustique (1866)
- De la Paternité et de la filiation (1857)

## Sources
- Émilien Maillard, Nantes et le département au XIXe siècle : littérateurs, savants, musiciens et hommes distingués, 1891
- Adolphe van Bever, Les poètes du terroir du XVe siècle au XXe siècle, 1908
- Les Bardes et poètes nationaux de la Bretagne armoricaine : anthologie contemporaine des XIXe – XXe siècles, 1919
- Jean-Yves Paumier, Jean-Paul Minster, Guide littéraire de Loire-Atlantique, 2009